# Pristen (Valuiki)
|  | Per a altres significats, vegeu «Pristen». |

Pristen - Пристень (rus) - és un poble de l'óblast de Bélgorod, a Rússia. El 2010 tenia 74 habitants. Pertany al districte (raion) de Valuiki.